# Sejm Krajowy Dolnej Austrii

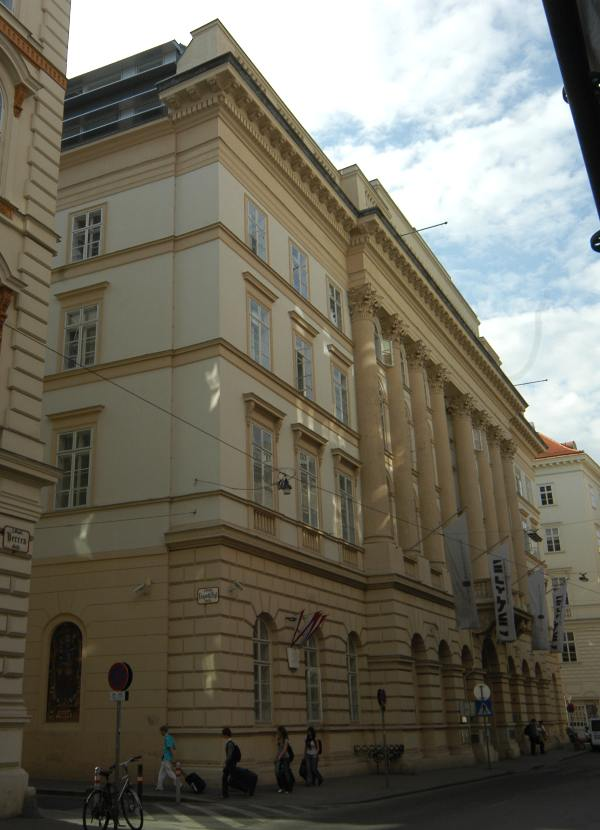
Gmach Sejmu Krajowego Dolnej Austrii w Wiedniu

Sejm Krajowy Dolnej Austrii (niem. Landtag von Niederösterreich) - sejm krajowy kraju koronnego Arcyksięstwo Austrii przed Anizą (Dolna Austria), powołany patentem lutowym w 1861.
Siedziba sejmu znajdowała się w Wiedniu, siedzibie władz administracyjnych kraju. Składał się z 66 posłów. Wśród nich znajdowało się 3 wirylistów (arcybiskup Wiednia, biskup Sankt Pölten i rektor Uniwersytetu Wiedeńskiego), 15 posłów z kurii wielkiej własności ziemskiej, 28 przedstawicieli miast i izb handlowo-przemysłowych oraz 20 posłów z kurii wiejskiej. Obradował w języku niemieckim.
Sejm przestał istnieć w 1918, w 1920 został odtworzony w Republice Austrii.